# Englische Badmintonmeisterschaft 2009
Die englische Meisterschaft 2009 im Badminton fand in Manchester vom 30. Januar bis zum 1. Februar 2009 statt.

## Austragungsort
- Manchester Velodrome

## Finalergebnisse
| Disziplin    | Sieger                         | Finalist                       | Ergebnis          |
| ------------ | ------------------------------ | ------------------------------ | ----------------- |
| Herreneinzel | Rajiv Ouseph                   | Carl Baxter                    | 21:16 21:15       |
| Dameneinzel  | Jill Pittard                   | Elizabeth Cann                 | 19:21 21:14 27:25 |
| Herrendoppel | Anthony Clark Nathan Robertson | Chris Adcock Robert Blair      | 21:13 21:11       |
| Damendoppel  | Donna Kellogg Suzanne Rayappan | Jenny Wallwork Gabrielle White | 21:14 15:21 25:23 |
| Mixed        | Anthony Clark Donna Kellogg    | Chris Langridge Sarah Bok      | 21:10 21:19       |